# Saison 2008-2009 du Celtic Football Club
La Saison 2008-2009 du Celtic FC.

## Pré-saison
- 18/07/2008 	Amical: 	Southampton - Celtic 0-2 (0-1) : C. Killen (26e), B. Robson (67e)
- 19/07/2008 	Amical: 	Fulham - Celtic 3-1 (2-1) :  	B. Robson (42e)
- 22/07/2008 	Algarve Challenge Cup: 	Middlesbrough - Celtic 1-1 (0-0) : J. Vennegoor of Hesselink (90e)
- 24/07/2008 	Algarve Challenge Cup: 	Cardiff City - Celtic 1-0 (0-0)
- 26/07/2008 	Amical: 	FC Porto - Celtic 0-1 (0-0)	: J. Vennegoor of Hesselink (88e)
- 01/08/2008 	Feyenoord Jubilee Tournament: 	Tottenham Hotspur - Celtic 2-0 (1-0)
- 03/08/2008 	Feyenoord Jubilee Tournament: 	Feyenoord - Celtic 1-3 (0-3) :	 G. Samaras (13e), J. Vennegoor of Hesselink (16e, 39e)
- 06/08/2008 	Amical: 	Celtic - Manchester City  1-1 (0-0) :	P. McGowan (78e)
- 07/10/2008     Anniversaire Challenge Match:   Derry City - Celtic 0-1 (0-1) : B. Hutchinson (37e)

## Scottish Premier League
- 1. (10/08/2008) Celtic - St Mirren 1-0 (0-0) : B. Robson (62e SP)
- 2. (17/08/2008) Dundee United - Celtic 1-1 (0-0) : P. Hartley (51e)
- 3. (23/08/2008) Celtic - Falkirk 3-0 (2-0) : S. McManus (31e), G. Samaras (45e, 68e)
- 4. (31/08/2008) Celtic - Rangers 2-4 (1-1) : G. Samaras (39e), S. Nakamura (90e)
- 5. (13/09/2008) Motherwell - Celtic 2-4 (0-4) : S. Maloney (5e), G. Samaras (9e, 42e), S. McDonald (25e)
- 6. (21/09/2008) Kilmarnock - Celtic 1-3 (0-1) :	S. Maloney (26e), G. Samaras (56e, 82e SP)
- 7. (27/09/2008) Celtic - Aberdeen 3-2 (1-0) : J. Vennegoor of Hesselink (14e, 92e), S. McDonald (78e)
- 8. (04/10/2008) Celtic - Hamilton Academical 4-0 (2-0) : S. Nakamura (26e), G. Samaras (37e), S. McDonald (76e), A. McGeady (83e)
- 9. (18/10/2008) Inverness CT - Celtic 1-2 (0-0) : S. Brown (48e) & G. Loovens (65e)
- 10. (25/10/2008) Celtic - Hibernian 4-2 (2-1) : S. McManus (33e), C. Sheridan (36e), G. Loovens (76e), S. Brown (82e)
- 11. (02/11/2008) Heart of Midlothian - Celtic 0-2 (0-2) : S. Maloney (7e), G. Caldwell (20e)
- 12. (08/11/2008) Celtic - Motherwell 2-0 (1-0) : P. Hartley (45e), S. McDonald (71e)
- 13. (12/11/2008) Celtic - Kilmarnock 3-0 (1-0) : C. Sheridan (18e, 75e), S. Nakamura (84e)
- 14. (16/11/2008) Hamilton Academical - Celtic 1-2 (1-1) : S. Nakamura (39e SP), P. Hartley (86e)
- 15. (22/11/2008) Saint Mirren - Celtic 1-3 (0-0) : G. Samaras (64e), S. Nakamura (66e), C. Sheridan (80e)
- 16. (29/11/2008) Celtic - Inverness CT 1-0 (1-0) : S. Maloney (29e)
- 17. (07/12/2008) Hibernian - Celtic 2-0 (0-0)
- 18. (13/12/2008) Celtic - Heart of Midlothian 1-1 (0-1) : S. McManus (79e)
- 19. (21/12/2008) Falkirk - Celtic 0-3 (0-0) : G. Samaras (48e), K. Mizuno (90e), S. McDonald (90e)
- 20. (27/12/2008) Rangers - Celtic 0-1 (0-0) : S. McDonald (57e)
- 21. (03/01/2009) Celtic - Dundee United 2-2 (1-0) : G. Samaras (12e, 58e)
- 22. (18/01/2009) Aberdeen - Celtic 4-2 (2-1) : S. Brown (25e), S. McDonald (73e)
- 23. (24/01/2009) Celtic - Hibernian 3-1 (2-1) : S. McDonald (3e, 76e), S. McManus (9e)
- 24. (01/02/2009) Inverness CT - Celtic 0-0 (0-0)
- 25. (15/02/2009) Celtic - Rangers 0-0 (0-0)
- 26. (22/02/2009) Motherwell - Celtic 1-1 (0-0) : S. McDonald (60e)
- 27. (28/02/2009) Celtic - Saint Mirren 7-0 (2-0) : S. Nakamura (16e, 35e, 59e), M. Crosas (52e), S. Brown (57e, 70e)
- 28. (04/03/2009) Kilmarnock - Celtic 1-2 (0-1) : S. McDonald (27e, 80e)
- 30. (22/03/2009) Dundee United - Celtic 2-2 (0-1) : S. McDonald (24e), L. Naylor (81e)
- 31. (04/04/2009) Celtic - Hamilton Academical 4-0 (2-0) : G. Samaras (5e, 66e), A. McGeady (22e), J. Vennegoor of Hesselink (83e)
- 29. (08/04/2009) Celtic - Falkirk 4-0 (1-0) : G. Caldwell (29e), J. Vennegoor of Hesselink (62e), A. McGeady (78e), D. O'Dea (90e)
- 32. (11/04/2009) Heart of Midlothian - Celtic 1-1 (1-1) : J. Vennegoor of Hesselink (1re)
- 33. (18/04/2009) Celtic - Aberdeen 2-0 (1-0) : J. Vennegoor of Hesselink (45e), S. McDonald (55e)
- 34. (02/05/2009) Aberdeen - Celtic 3-1 (1-1) : G. Caldwell (45e), S. McDonald (72e, 92e)
- 35. (09/05/2009) Rangers - Celtic 1-0 (1-0)
- 36. (12/05/2009) Celtic - Dundee United 2-1 (1-0) : G. Loovens (22e), G. Samaras (52e)
- 37. (17/05/2009) Hibernian - Celtic 0-0 (0-0)
- 38. (24/05/2009) Celtic - Heart of Midlothian 0-0 (0-0)

## 1ertour
- 1. (17/09/2008) Celtic - Aalborg BK 0-0 (0-0)
- 2. (30/09/2008) Villarreal - Celtic 1-0 (0-0)
- 3. (21/10/2008) Manchester Utd - Celtic 3-0 (1-0)
- 4. (05/11/2008) Celtic - Manchester Utd 1-1 (1-0) : S. McDonald (13e)
- 5. (25/11/2008) Aalborg BK - Celtic 2-1 (0-0) : B. Robson (53e)
- 6. (10/12/2008) Celtic - Villarreal 2-0 (2-0) : S. Maloney (14e), A. McGeady (45e)

## League Cup
- 1/8 (23/09/2008) Celtic - Livingston (D2) - Celtic 4-0 (1-0) : G. Loovens (23e), G. Samaras (63e, 86e SP), S. Brown (81e)
- 1/4 (29/10/2008) Kilmarnock - Celtic 1-3 (0-2) : S. McDonald (11e), S. Nakamura (46e), A. McGeady (72e)

Final four à Hampden Park, Glasgow:
- 1/2 (29/01/2009) Celtic - Dundee United 0-0 (0-0) Celtic se qualifie 11-10 aux TaB.
- Finale (15/03/2009) Celtic - Rangers 2-0 AP (0-0) : D. O'Dea (91e), A. McGeady (120e)

## FA Cup
- 1/16 (10/01/2009) Celtic - Dundee (D2) 2-1 (2-1) : S. Brown (37e), A. McGeady (44e)
- 1/8 (07/02/2009) Celtic - Queen's Park (D3) 2-1 (2-0) : G. Caldwell (19e), S. McDonald (46e)
- 1/4 (07/03/2009) St Mirren - Celtic 1-0 (0-0)

## Statistiques des Joueurs
au 24 mai 2009 16h00, après 38 matches de SPL, 6 match de coupe d'Europe, 4 match de coupe de la ligue & 3 match de coupe d'Écosse
(Note : Matchs amicaux non compris)
| N° de maillot | Joueur (Poste)                   | Min. jouées | Tit. (Remp.) | Non util. | Buts | CJ | CR |
| ------------- | -------------------------------- | ----------- | ------------ | --------- | ---- | -- | -- |
| 8             | Scott Brown (MIL)                | 4159        | 47 (1)       | 0         | 7    | 9  | 0  |
| 5             | Gary Caldwell (DEF)              | 4070        | 46           | 2         | 4    | 5  | 1  |
| 1             | Artur Boruc (GB)                 | 3990        | 47           | 0         | 0    | 4  | 0  |
| 7             | Scott McDonald (ATT)             | 3839        | 44 (3)       | 1         | 19   | 6  | 0  |
| 2             | Andreas Hinkel (DEF)             | 3705        | 41           | 1         | 0    | 1  | 0  |
| 4             | Stephen McManus (DEF)            | 3561        | 40           | 0         | 4    | 7  | 0  |
| 25            | Shunsuke Nakamura (MIL)          | 3435        | 40 (2)       | 4         | 9    | 1  | 0  |
| 46            | Aiden McGeady (MIL)              | 2962        | 31 (9)       | 1         | 7    | 5  | 0  |
| 11            | Paul Hartley (MIL)               | 2405        | 26 (7)       | 11        | 3    | 6  | 0  |
| 3             | Lee Naylor (DEF)                 | 2356        | 26 (4)       | 4         | 0    | 1  | 0  |
| 9             | Georgios Samaras (ATT)           | 2265        | 24 (17)      | 0         | 17   | 3  | 0  |
| 22            | Glenn Loovens (DEF)              | 1926        | 19 (4)       | 17        | 4    | 3  | 0  |
| 12            | Mark Wilson (DEF)                | 1860        | 21 (4)       | 5         | 0    | 1  | 0  |
| 13            | Shaun Maloney (ATT/MIL)          | 1692        | 20 (10)      | 2         | 5    | 1  | 0  |
| 10            | Jan Vennegoor of Hesselink (ATT) | 1686        | 19 (13)      | 1         | 6    | 3  | 1  |
| 19            | Barry Robson (MIL)               | 1596        | 17 (7)       | 4         | 2    | 4  | 0  |
| 17            | Marc Crosas (MIL)                | 1553        | 18 (4)       | 13        | 1    | 1  | 0  |
| 48            | Darren O'Dea (DEF)               | 1119        | 11 (5)       | 25        | 2    | 3  | 0  |
| 26            | Cillian Sheridan (ATT)           | 698         | 7 (9)        | 2         | 4    | 0  | 0  |
| 18            | Massimo Donati (MIL)             | 417         | 4 (4)        | 7         | 0    | 0  | 0  |
| 21            | Mark Brown (GB)                  | 360         | 4            | 40        | 0    | 0  | 0  |
| 52            | Paul Caddis (DEF)                | 298         | 2 (5)        | 16        | 0    | 0  | 0  |
| 29            | Koki Mizuno (MIL)                | 210         | 2 (8)        | 7         | 1    | 1  | 0  |
| 16            | Willo Flood (DEF)                | 161         | 2 (3)        | 6         | 0    | 0  | 0  |
| 20            | Pat McCourt (MIL)                | 56          | 0 (5)        | 5         | 0    | 0  | 0  |
| 36            | Ben Hutchinson (ATT)             | 44          | 0 (4)        | 5         | 0    | 0  | 0  |
| 33            | Chris Killen (ATT)               | 19          | 0 (1)        | 0         | 0    | 0  | 0  |
| 55            | Paul McGowan (ATT)               | 16          | 0 (1)        | 2         | 0    | 1  | 0  |
| 54            | Ryan Conroy (MIL/DEF)            | 8           | 0 (1)        | 4         | 0    | 0  | 0  |
| 62            | Scott Fox (DEF)                  | 0           | 0            | 10        | 0    | 0  | 0  |
| 15            | Milan Mišůn (DEF)                | 0           | 0            | 7         | 0    | 0  | 0  |
| 53            | Simon Ferry (DEF)                | 0           | 0            | 5         | 0    | 0  | 0  |
| 56            | Mark Millar (DEF)                | 0           | 0            | 2         | 0    | 0  | 0  |
| 24            | Jean-Joël Perrier-Doumbé (DEF)   | 0           | 0            | 0         | 0    | 0  | 0  |
| 6             | Dianbobo Baldé (DEF)             | 0           | 0            | 0         | 0    | 0  | 0  |